# JR東日本E751系電車
E751系電車（E751けいでんしゃ）は、東日本旅客鉄道（JR東日本）の交流特急形電車。

## 概要
2000年（平成12年）当時、特急「はつかり」（盛岡 - 青森・函館）に使用されていた485系は一部内外装をリニューアルした3000番台が使われており、老朽化が進んでいた。
当時JR東日本では「JR東日本管内で運用される485系の取替え」を意識した車両として、485系と同様の交直流電車であるE653系が開発されていたが、コストパフォーマンスを考慮した結果、将来の直流区間への乗り入れを想定しない交流専用電車として製造することとなり、E653系をベースとした別形式として開発された。
1999年（平成11年）から2000年（平成12年）に近畿車輛・東急車輛製造で6両編成3本（18両）が製造され、2000年（平成12年）3月11日に盛岡駅 - 青森駅間の特急「スーパーはつかり」として営業運転を開始した。

## 構造

### 車体
E653系同様、アルミニウム合金の大形中空押出型材を用いたダブルスキン構造により構成される車体構造を有する。
エクステリアは「みちのくの四季の彩り」をコンセプトとし、車体上部は白■  を基調に、窓上部に黄色の帯■  、窓下に青の細帯■ 、車体下部を朱色■ としている。窓周りは黒塗りとし、連続窓風とされた。
前頭部もE653系同様に非貫通の高運転台であり、ボンネット内にアルミハニカム構造の衝撃吸収材を設置している。また、多雪地域での運行を考慮し、前照灯（HID・シールドビーム）・後部標識灯（LED）をE653系より高い位置に設置し、空気笛・電子笛についても床上搭載としている。前照灯の下には愛称表示器が設けられており、「スーパーはつかり」に充当されていた2002年以前は「Hatsukari」、以降は「Tsugaru」を表示する。車体側面の行先表示器は3色LED式で行先・愛称のほか号車番号を表示する。

### 車内
インテリアは「華やぎと大自然の風光」をコンセプトに、暖かみのあるデザインが指向されている。また、客室はE653系（登場時）の普通車モノクラスと異なり、従来使用されていた485系同様半室のグリーン車がクロハE750形に設定された。
グリーン車は座席は新幹線E3系のものを基本とする。配置は横2+2列であり、背面テーブル・足かけ・可動式枕を装備する。モケットは茶系統を基本に、「桜霞」をイメージしたモケットを加えている。荷棚下部は青色に木目の柄を入れたものとしている。
普通車はE653系と共通の座面スライド式リクライニングシートで、座席の前後間隔（シートピッチ）もE653系と同一の 910 mm である。これも485系と同一だが、座席スライド機構の採用・背面部やフレームのスリム化・座席下部の空間に足を伸ばせる構造とするなど居住性の向上が図られた。モケットは「湖面の輝き」をイメージしている。荷棚下部はグリーン車同様青色としている。
各客室間の仕切り扉は寒さ対策として、E653系の全面ガラスの両開きではなく、中央部のみがガラスの片開きとし、加えて、開閉は手をかざしたときのみとするようにしている。
空調装置は能力22.09 kW（19,000 kcal/h）の集約分散式AU728形を各車両に2基（1両あたり44.19 kW・38,000 kcal/h）搭載する。

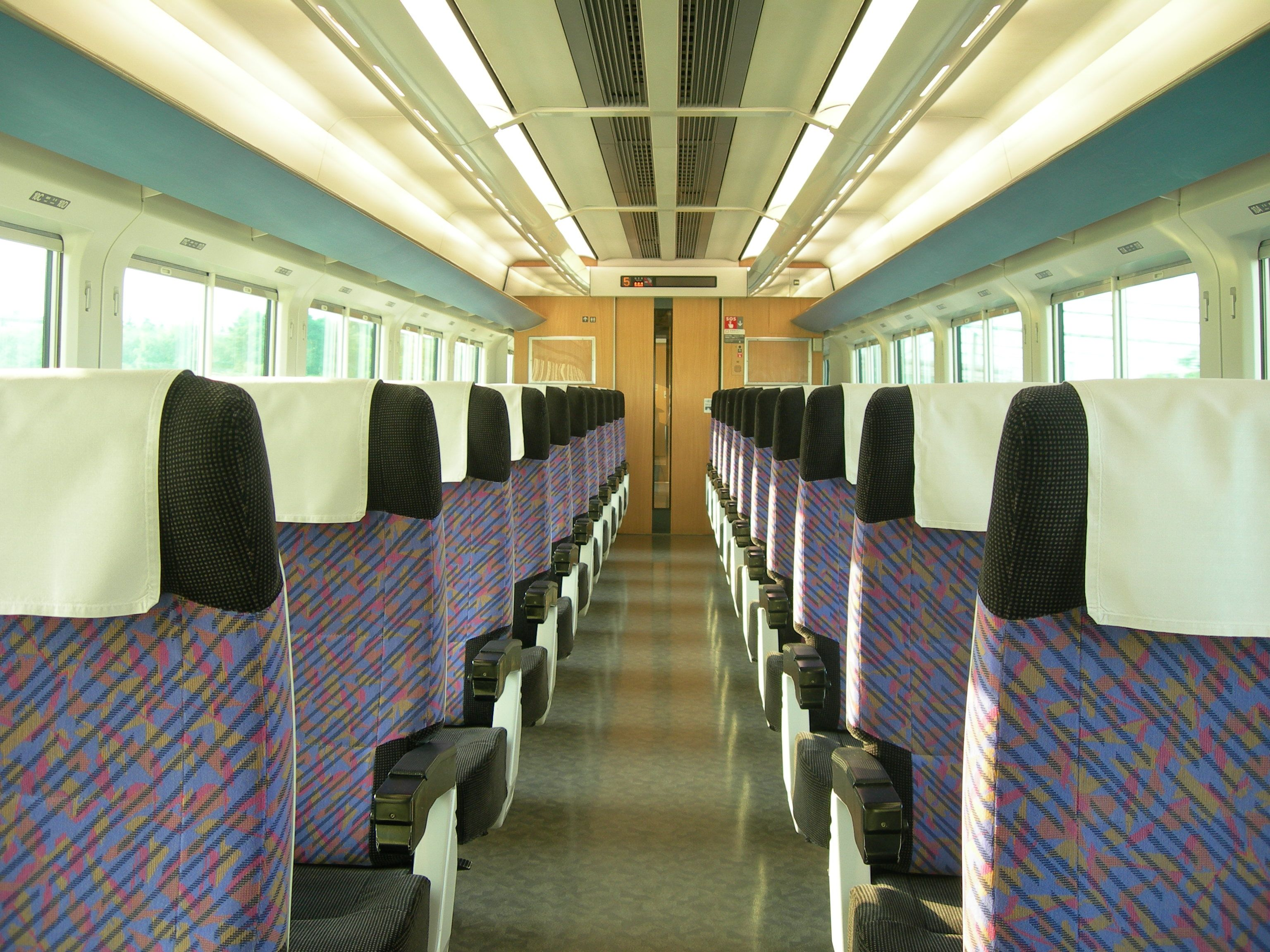
普通車車内
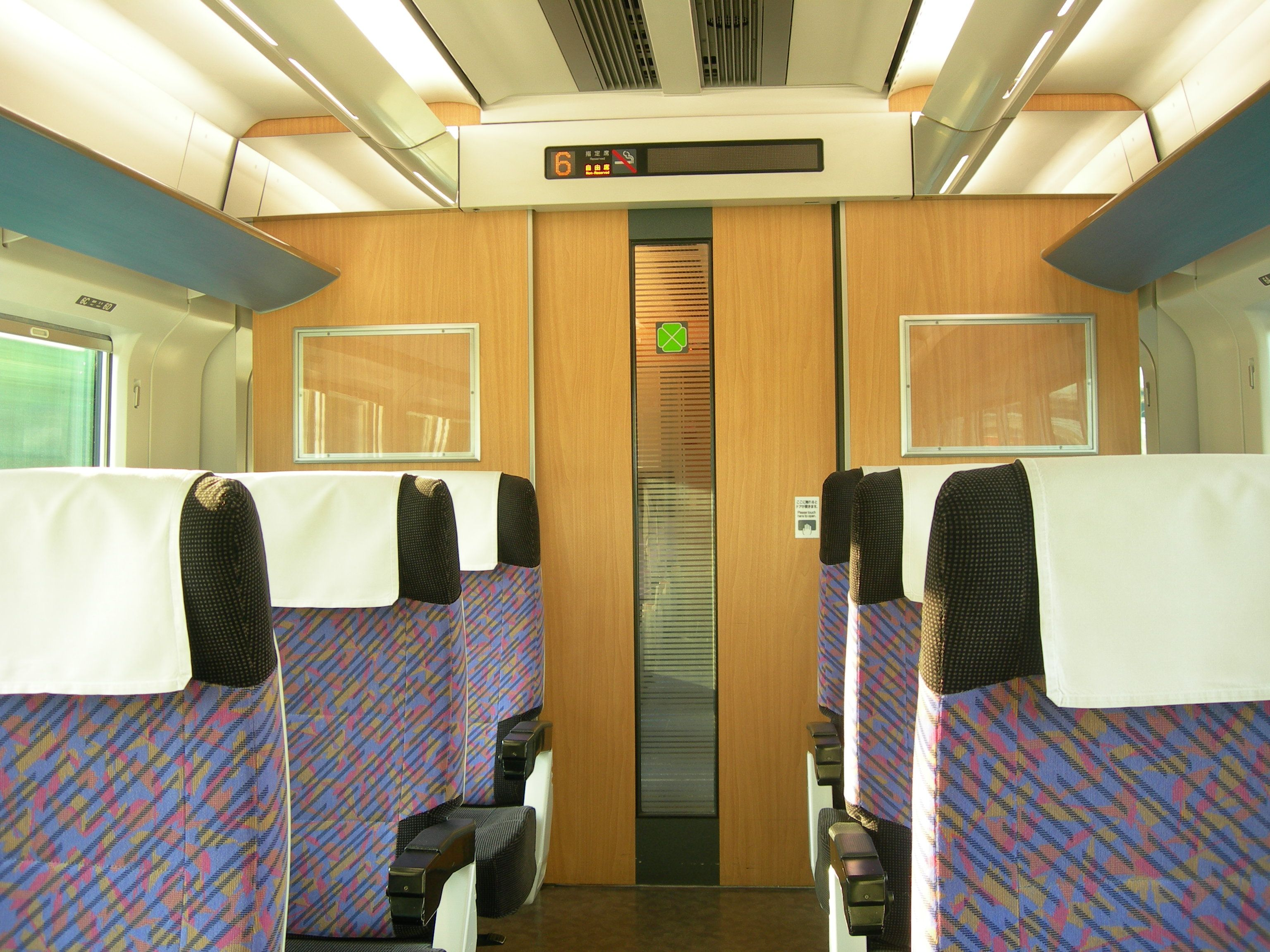
クロハE750形・普通車車内
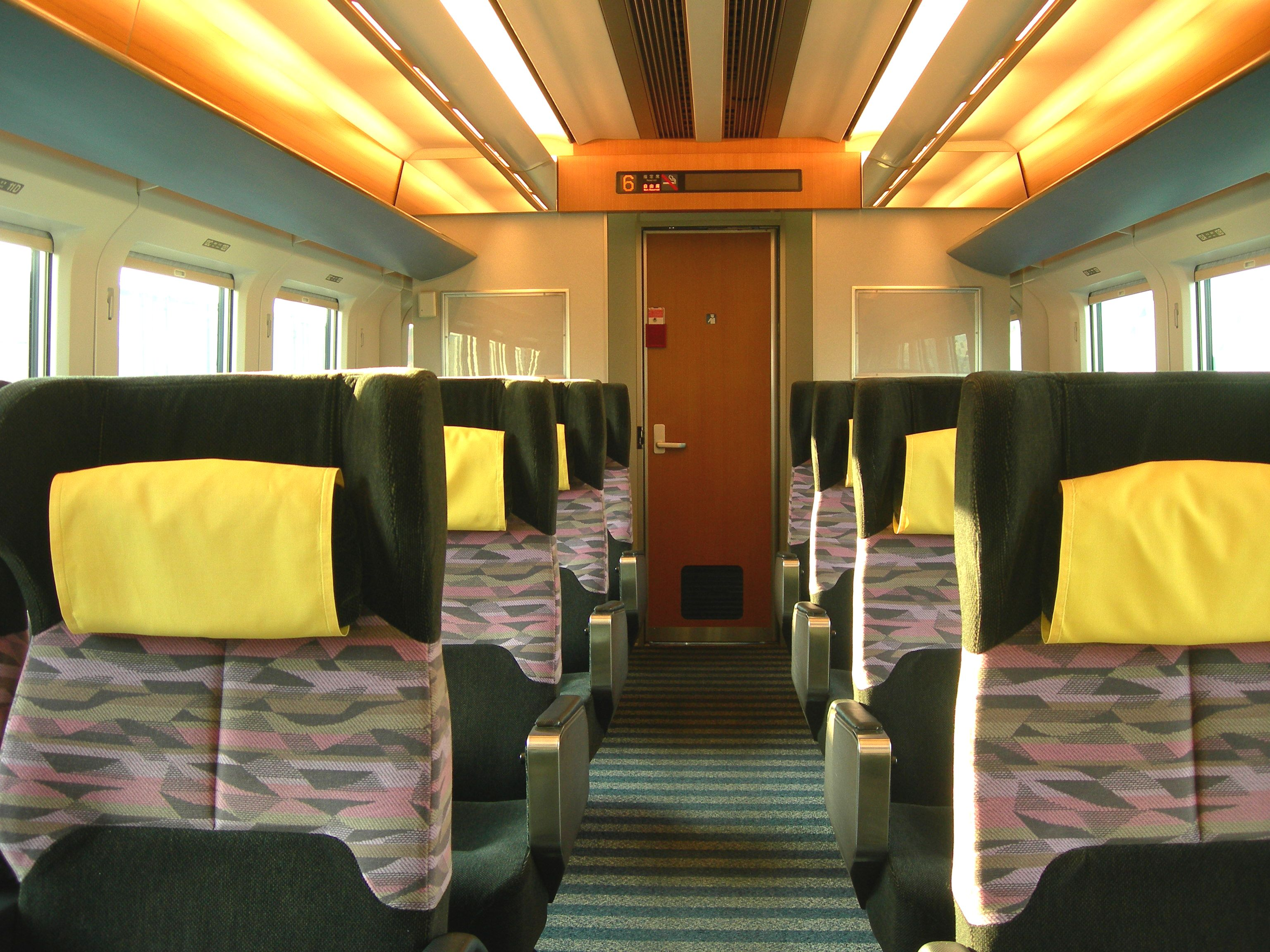
クロハE750形・グリーン席車内

### 主要機器
制御方式（主変換装置）はIGBT素子を使用した3レベルPWMコンバータ・インバータ制御とし、性能面もE653系と同等である。装置は60 km/h以上において定速制御、抑速制御機能を備えている。主変圧器（TM30形・1次巻線 1,590 kVA・2次巻線 1,350 kVA・3次巻線 240 kVA）により交流20,000 Vは交流900 Vに降圧され、主変換装置に供給される。主電動機・電動車ユニットの構成などはE653系と共通だが、本系列は交流 (20 kV / 50 Hz) 専用として設計され、直流電化区間で必要な回路構成は省略された。
台車は軸梁式ボルスタレス式・ヨーダンパ付きで、電動台車はDT64A形・付随台車はTR249A形を装着する。ブレーキ装置は回生ブレーキ併用電気指令式空気ブレーキで、直通予備ブレーキ・抑速ブレーキ・耐雪ブレーキを装備する。付随車のブレーキ力を電動車で負担する遅れ込め制御を行う。
補助電源は主変圧器三次巻線からの単相交流400V,50Hzを空気圧縮機や空調装置の電源に使用するほか、SC64形静止形インバータ（SIV）により安定化した交流100V（17 kVA）、直流100V（30 kW）が出力される。
このほか、暖房容量の増強・出入り口の隙間対策・床下配管の保護など寒冷対策はE653系に比し強化された。当時海峡線内で使用されていた保安装置（ATC-L型）は車両需要の関係もあり準備工事のみにとどめられたため、青函トンネルは走行できない。

## 形式

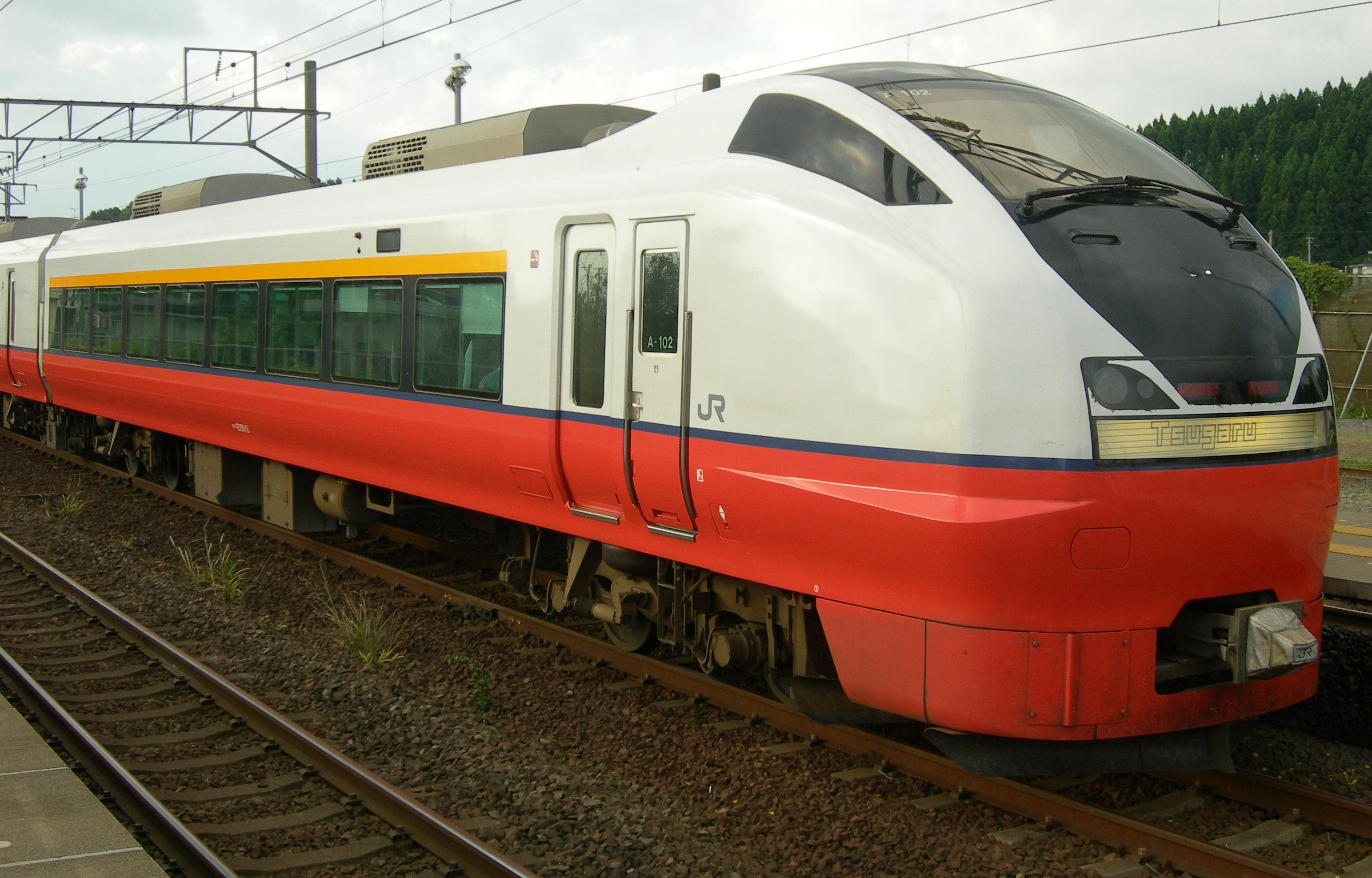
クハE751形
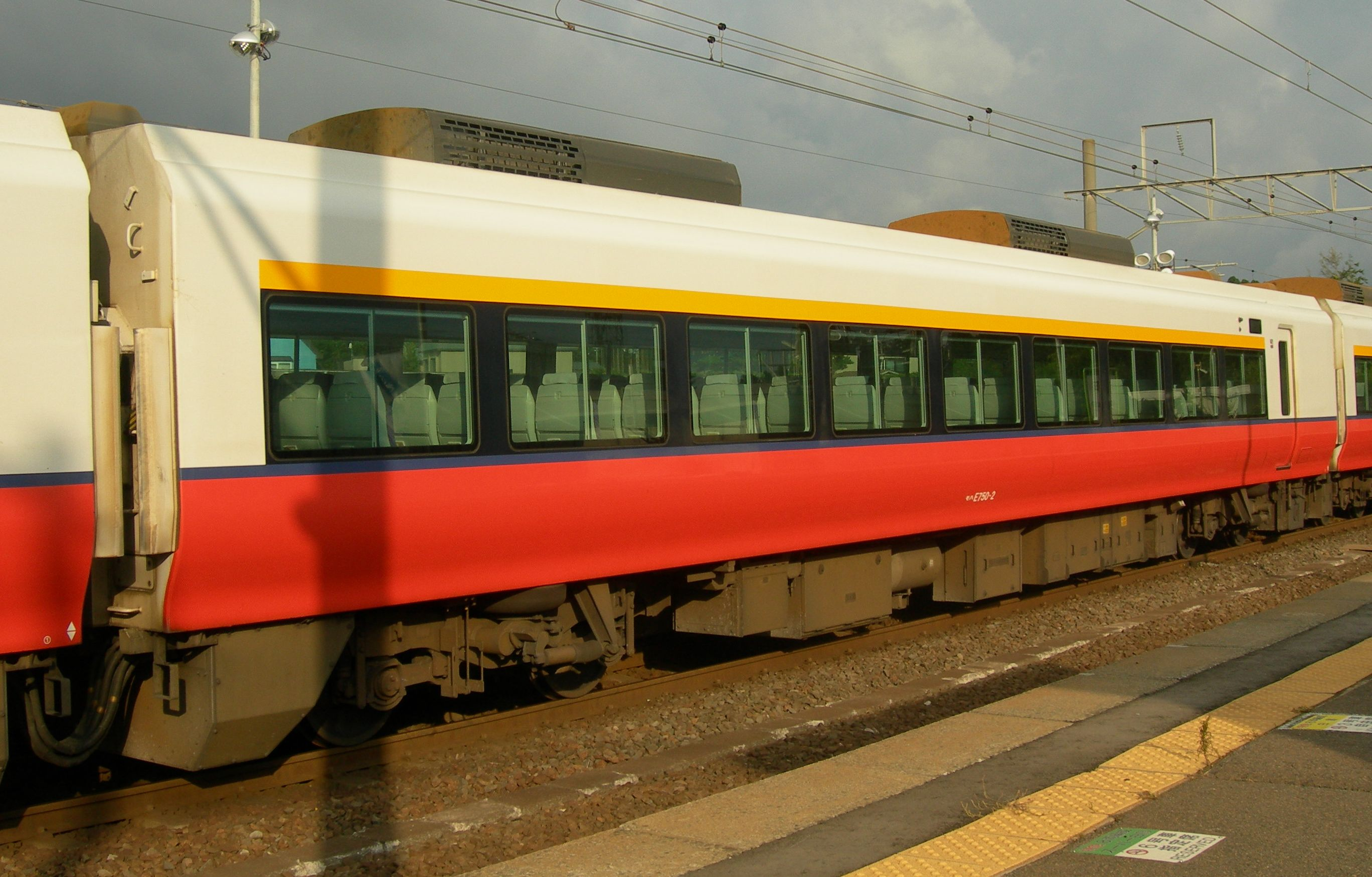
モハE750形
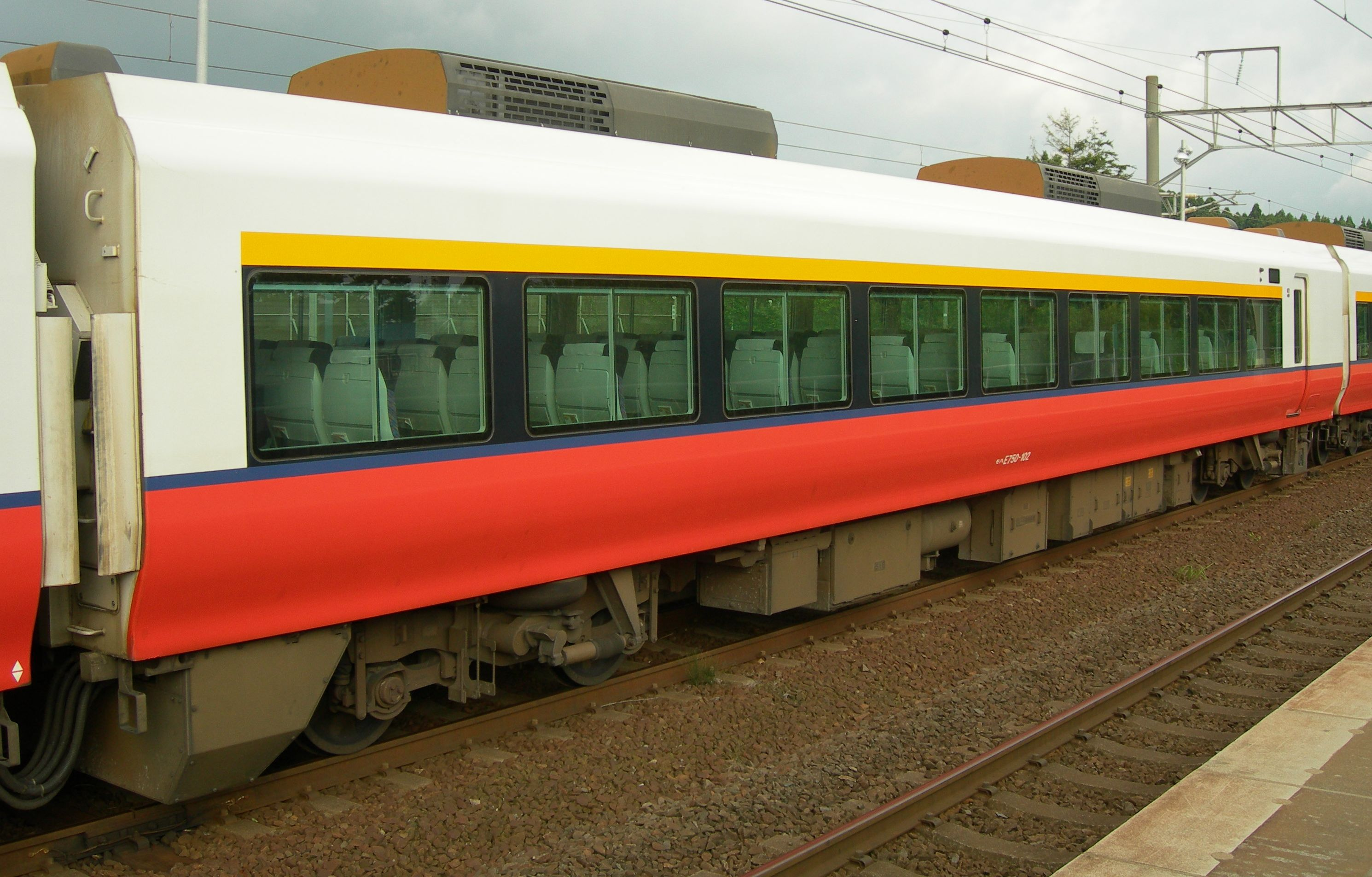
モハE750形100番台
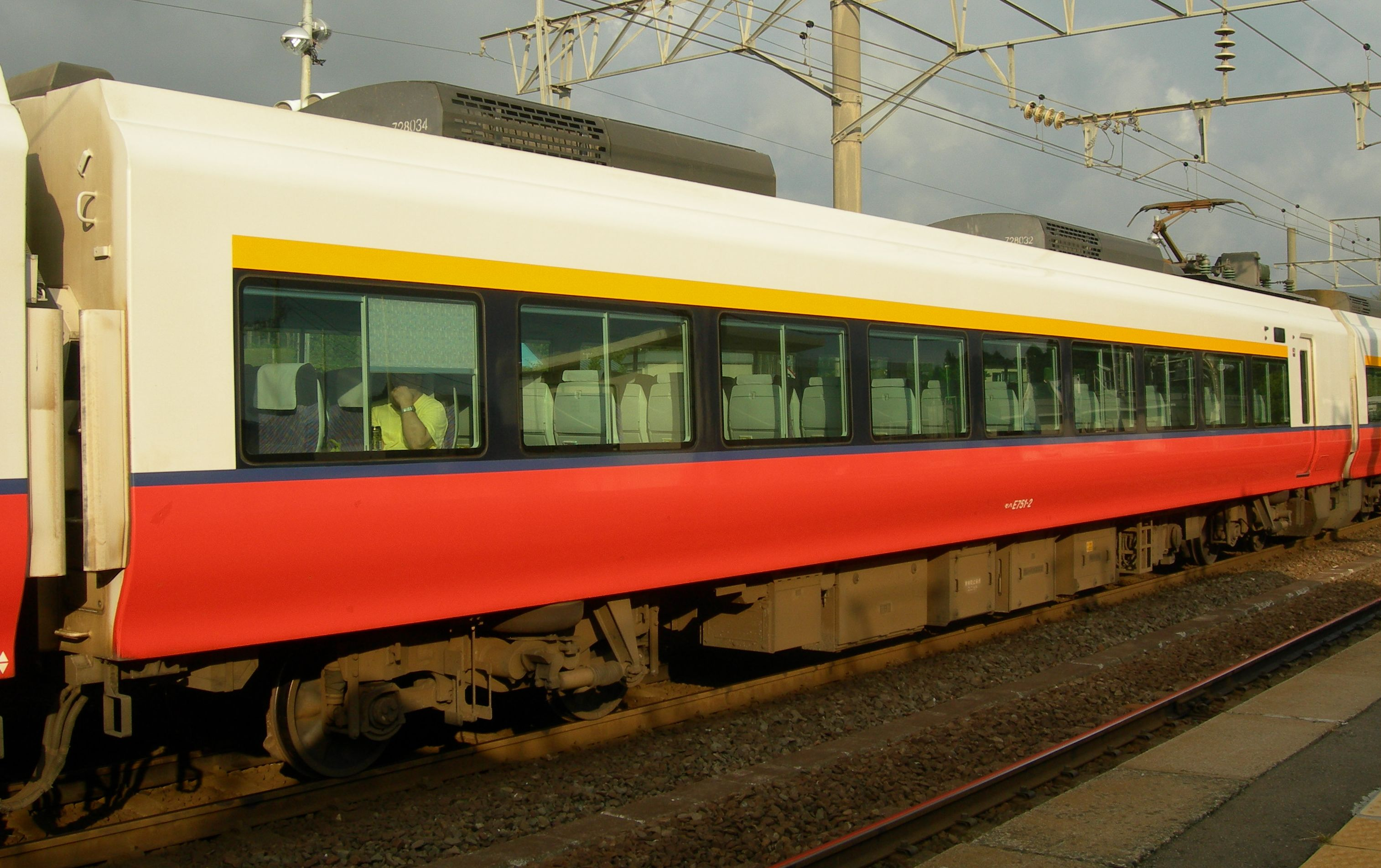
モハE751形
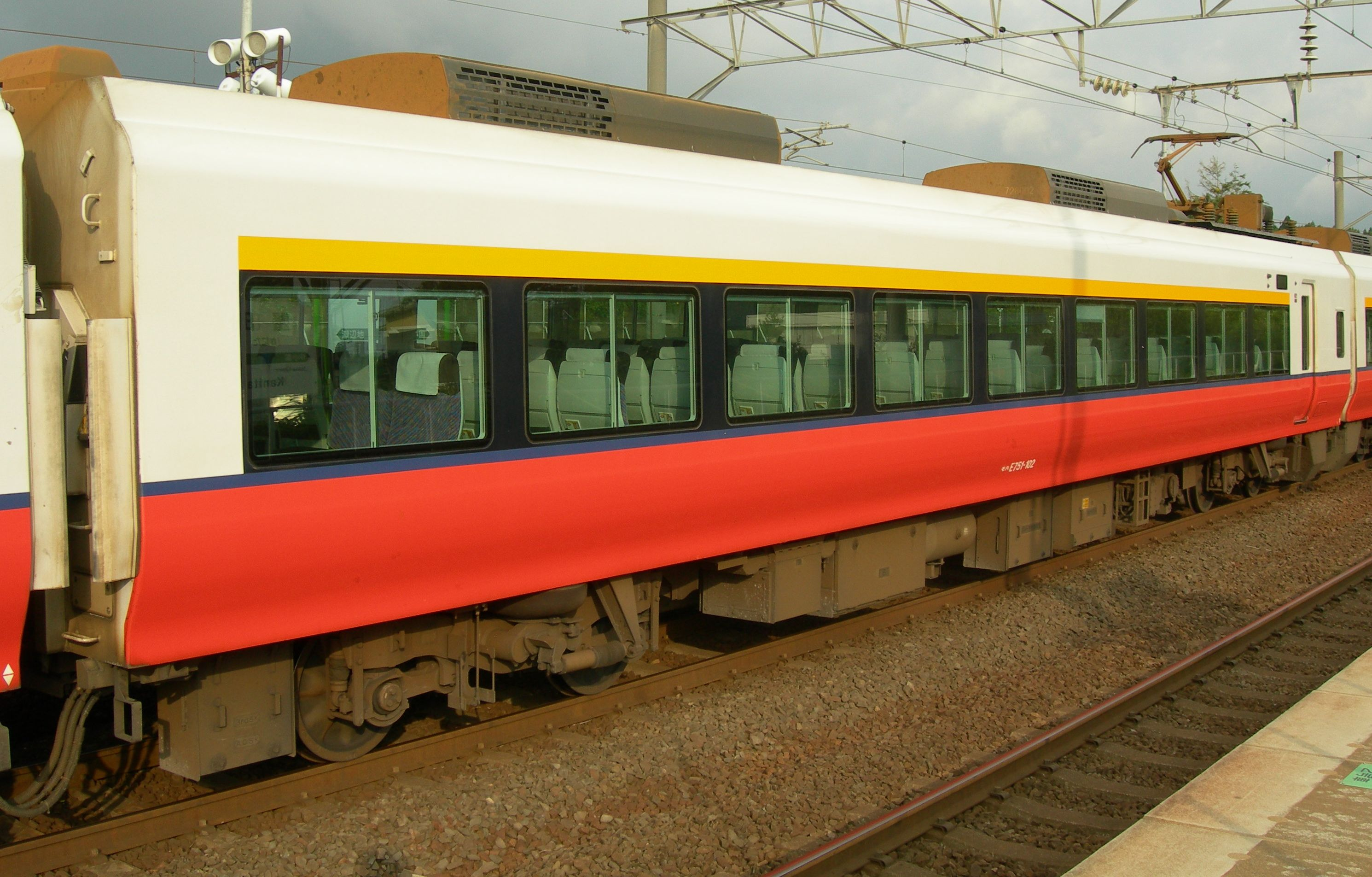
モハE751形100番台
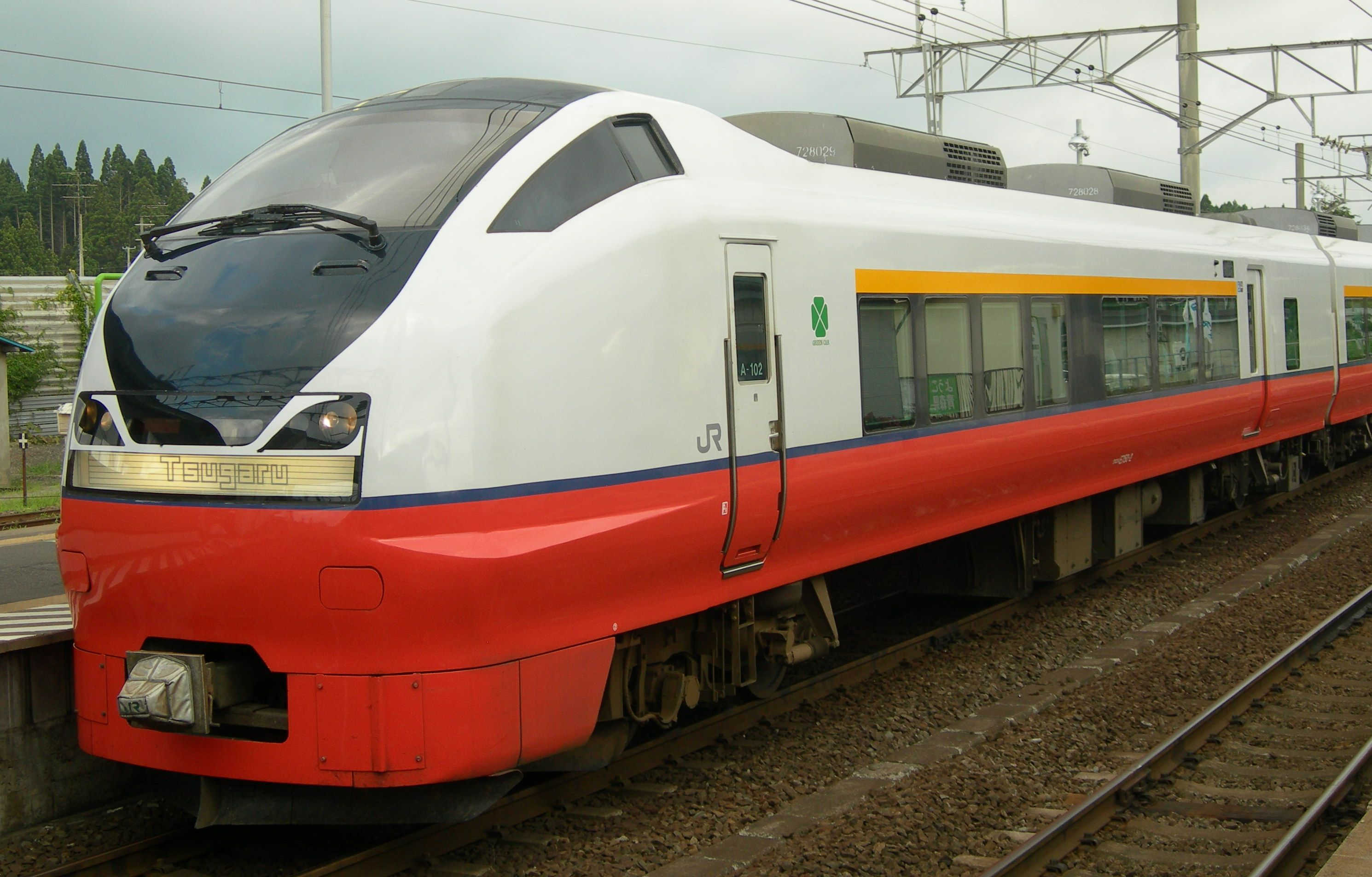
クロハE750形

以下は特記ない限り新製時の仕様である。本系列ではE653系と同様、新製時点で奇数番号の制御車が盛岡方に組成される一方で、奇数番号の中間電動車がユニットの青森方に組成されるため、形式名が「E751」と「E750」の車両が交互に組成される。
クハE751形
新製時の盛岡・弘前方先頭車として1号車に組成される制御車。後述の方転・編成短縮後は青森方4号車に組成される。
室内は普通車68席で、空気圧縮機を備える。3両 (1 - 3) が在籍する。
モハE750形
中間電動車で、主変圧器や主変換装置、補助電源装置と起動用蓄電池（非常用）を搭載し、同番のモハE751形とユニットを組む。室内はいずれも普通車72席である。共用洋式トイレ・男子小用トイレ・洗面所を設置する。
- 基本番台 (1 - 3)

新製時4号車として組成。後述の方転・編成短縮時に脱車。
- 100番台 (101 - 103)

新製時2号車として組成。後述の方転・編成短縮後は3号車に組成される。
モハE751形
中間電動車で、パンタグラフや主変換装置と一般用蓄電池を搭載し、同番のモハE750形とユニットを組む。室内はいずれも普通車72席である。
- 基本番台 (1 - 3)

新製時5号車として組成。後述の方転・編成短縮時に脱車。テレホンカード専用の公衆電話と清涼飲料水の自動販売機を設置する。
- 100番台 (101 - 103)

新製時3号車として組成。後述の方転・編成短縮後は2号車に組成される。業務用室（車掌室）を設置する。
クロハE750形
新製時、青森方先頭車として、6号車に組成された半室グリーン席構造の制御車。後述の方転・編成短縮後は秋田方1号車に組成される。
座席数は普通席22席（2席は車椅子対応）、グリーン席16席。車椅子対応洋式トイレ・男子小用トイレ・洗面所・車内販売準備室・多目的室を設置する。
また、この車両のみ車椅子に対応して出入口幅を730mmから930mmに拡大している。空気圧縮機を備える。3両 (1 - 3) が在籍する。
- クハE751形
- モハE750形
- モハE750形100番台
- モハE751形
- モハE751形100番台
- クロハE750形

## 改造

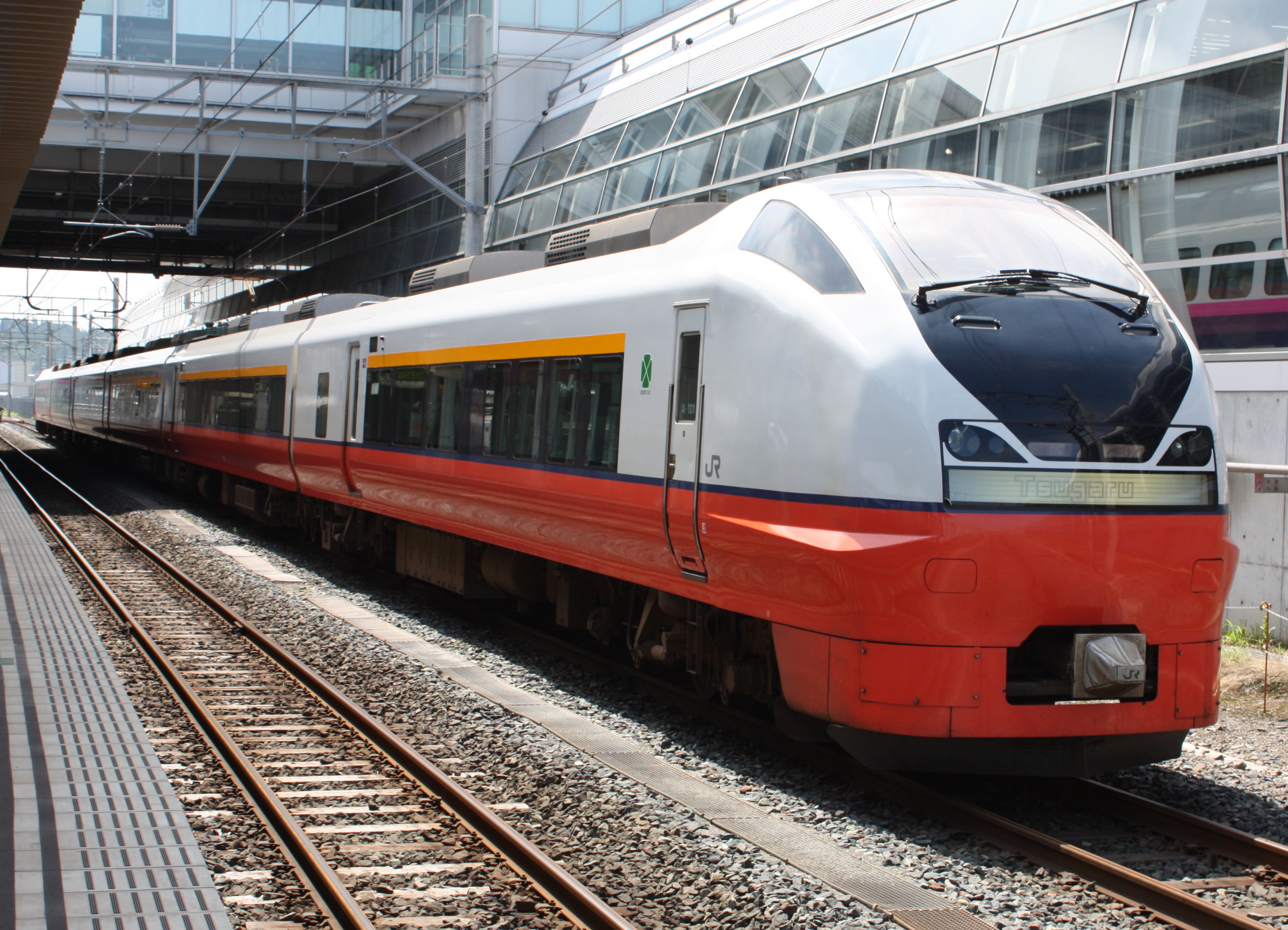
足回りの耐寒機能強化改造と前面排障器（スカート）の形状変更後のE751系
（2009年8月4日 八戸駅）

### 耐寒機能強化改造
先述のようにE653系と比べ強化された耐寒機能を有していた本系列ではあるが、2006年（平成18年）末から2007年（平成19年）初頭にかけ全編成が順次郡山総合車両センターに入場し、前面排障器（スカート）の形状変更と足回りの耐寒強化改造工事が施工されている。

### 方向転換・編成短縮
2010年12月4日改正に伴い、「つがる」の愛称は八戸 - 青森・弘前間の特急列車から、秋田 - 青森間の特急列車に転用された。改正後の「つがる」については、当面全列車485系3000番台を使用し、E751系については運用を一時離脱した。その後2011年2月に、789系とグリーン車位置を統一するため順次方向転換し、0番台のモハユニットを抜いた4両編成3本に組成の上、2011年4月23日に運用に復帰した。なお、編成から外れた0番台のモハユニット6両は増結用として保留車とされていたが、2015年11月30日付で全車廃車となった。

## 運用
2024年3月16日時点では以下の運用についている。
特急「つがる」（秋田駅 - 青森駅）2往復
特急「スーパーつがる」（秋田駅 - 青森駅）1往復
2016年3月26日ダイヤ改正時、同日付で青森車両センターが盛岡車両センター青森派出所へ改組されたことに伴い、12両全車が秋田総合車両センター南秋田センター（当時秋田車両センター）に転属した。
東北新幹線八戸駅 - 新青森駅間が延伸開業した2010年12月4日以降、特急「つがる」は青森駅 - 秋田駅間の運転となり、本車両は前日をもって運用を一時離脱していたが、2011年4月23日以降、4両編成に短縮した上で再度「つがる」に使用されている。
2016年3月ダイヤ改正から2024年3月ダイヤ改正までは特急「つがる」3往復に使用されていた。

### 過去の運用

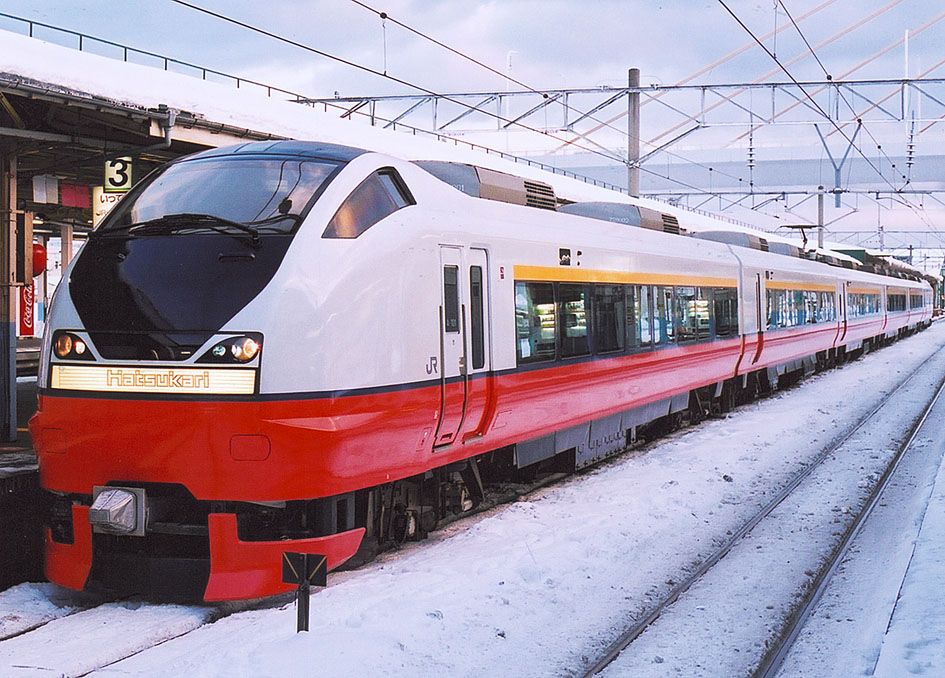
特急「スーパーはつかり」時代のE751系（2002年）

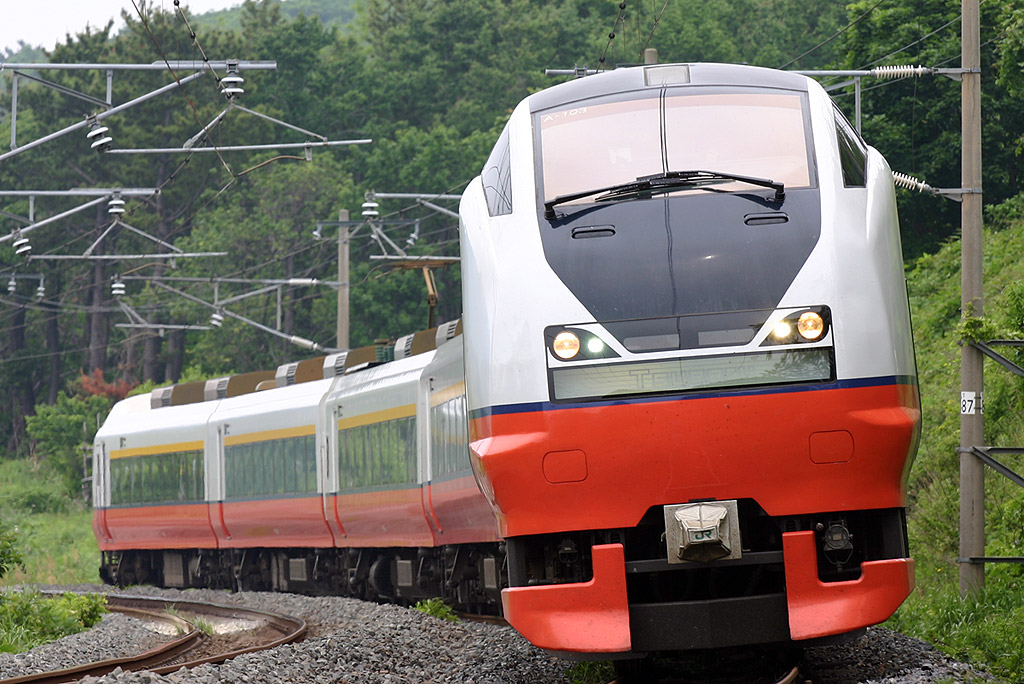
新製時の姿で走行するE751系特急「つがる」（2006年6月21日 浅虫温泉駅 - 西平内駅間）

新造時点では6両編成3本（18両）が青森車両センター（現・盛岡車両センター青森派出所）に配置されていた。
2000年（平成12年）3月11日の運転開始から、2002年11月30日まで、盛岡 - 青森間の速達型列車「スーパーはつかり」として7往復に充当された。これにより八戸 - 青森間では一部充当列車で最高速度130km/hでの運転が開始され、盛岡 - 青森間が最速1時間58分となり、10分短縮された（途中停車駅は八戸・三沢のみ）。
2002年（平成14年）12月1日の東北新幹線盛岡駅 - 八戸駅間開業以降は、2010年12月3日までは6両編成で組成され、最末期は以下の列車で使用されていた。これらは車両検査や故障により485系で代走する場合があった。
特急「つがる」
- 下り（青森・弘前行き）：43号・7号・13号・17号・23号・29号・33号
- 上り（八戸行き）：2号・8号・12号・16号・22号・28号・98号

普通列車
- 津軽線：1往復（青森駅 - 蟹田駅）
  - 間合い運用で朝に運転されていた。グリーン車は自由席グリーン車として連結された。

臨時列車
- ねぶたまつり号（青森駅 - 野辺地駅間）
  - ※青森ねぶた祭り開催時運転
- 快速弘前号（青森駅 - 弘前駅間）
  - ※弘前さくらまつり開催時運転

## 編成表
A-101 - A-103 の3編成で運用している。
編成（2011年 - ）
| 編成番号 | 形式・車両番号         | 形式・車両番号       | 形式・車両番号       | 形式・車両番号     |
| -------- | ---------------------- | -------------------- | -------------------- | ------------------ |
| 編成番号 | ← 秋田青森 →           |                      |                      |                    |
| 編成番号 | 1                      | 2                    | 3                    | 4                  |
| 編成番号 | クロハE750 -0 （Tsc'） | モハE751 -100 （M1） | モハE750 -100 （M2） | クハE751 -0 （Tc） |
| A-101    | 1                      | 101                  | 101                  | 1                  |
| A-102    | 2                      | 102                  | 102                  | 2                  |
| A-103    | 3                      | 103                  | 103                  | 3                  |

過去の編成（2000年 - 2010年）
| 形式     | 形式・車両番号     | 形式・車両番号       | 形式・車両番号       | 形式・車両番号     | 形式・車両番号     | 形式・車両番号                               |
| -------- | ------------------ | -------------------- | -------------------- | ------------------ | ------------------ | -------------------------------------------- |
| 形式     | ← 弘前・八戸青森 → |                      |                      |                    |                    |                                              |
| 形式     | １                 | ２                   | ３                   | ４                 | ５                 | ６                                           |
| 形式     | クハE751 -0 （Tc） | モハE750 -100 （M2） | モハE751 -100 （M1） | モハE750 -0 （M2） | モハE751 -0 （M1） | クロハE750 -0 （Tsc'）                       |
| 搭載機器 | CP                 | CI,SIV               | MTr,CI,BT            | CI,SIV             | MTr,CI,BT          | CP                                           |
| 車内設備 | 運転室             | WC                   | 車掌室               | WC                 | 自販,TEL           | 運転室 車椅子席 車椅子WC 多目的室 車販準備室 |
| A-101    | 1                  | 101                  | 101                  | 1                  | 1                  | 1                                            |
| A-102    | 2                  | 102                  | 102                  | 2                  | 2                  | 2                                            |
| A-103    | 3                  | 103                  | 103                  | 3                  | 3                  | 3                                            |

凡例
- CI：主変換装置、MTr：主変圧器、SIV：補助電源装置、CP：空気圧縮機、BT：一般用蓄電池
- WC：トイレ、自販：自動販売機、TEL：公衆電話

## その他

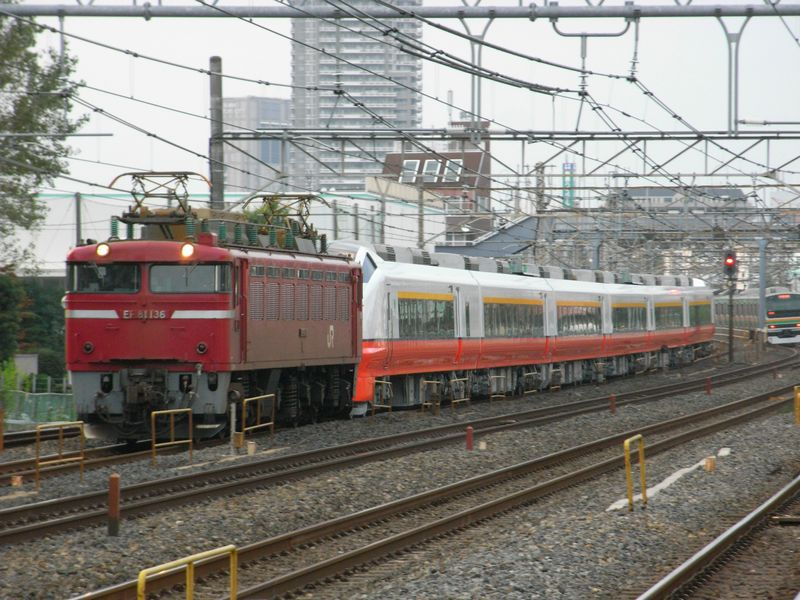
首都圏を経由して出場回送されるE751系（2009年10月 浦和駅～南浦和駅）

同系列は新製以来郡山総合車両センター(旧・郡山工場)で定期検査を施工しており、当初は所属の青森から東北本線経由で入場していたが、2002年（平成14年）12月1日の盛岡 - 八戸間経営分離以降、入出場の際は、奥羽本線 - 羽越本線 - 上越線 - 高崎線 - 武蔵野線 - 常磐線（田端信号場駅経由） - 東北本線と、直流電化の新潟地区や首都圏を大回りする経路でEF81形を使用した配給列車として回送していた。これは以下の理由によるものとされている。
- 配給列車は自社線内のみの運転が必須となるため経営分離区間には設定できず、仮に設定できた場合でも他社線の通過には線路使用料を支払う必要がある。
- 甲種車両輸送（貨物列車扱い）で輸送する場合はJR貨物に輸送費を支払う必要がある。
- 田沢湖線や奥羽本線新庄以南は標準軌であり、北上線・陸羽東線・磐越西線西部区間は非電化のため自走やEF81形による牽引が不可能。

2016年（平成28年）に秋田車両センター（現・秋田総合車両センター南秋田センター）へ転属した後、本系列は秋田総合車両センターへの入場に変更された。